# Liste de jeux vidéo de football américain
Cette liste de jeux vidéo de football américain recense des jeux vidéo de sport basés sur le football américain.
- Haut – A
- B
- C
- D
- E
- F
- G
- H
- I
- J
- K
- L
- M
- N
- O
- P
- Q
- R
- S
- T
- U
- V
- W
- X
- Y
- Z

## 0-9
- 10-Yard Fight
- 4th and Inches

## A
- ABC Monday Night Football
- ABC Sports Monday Night Football
- All American Football
- All-Pro Football 2K8
- Arena Football (1988)
- Arena Football (2006)
- Arena Football: Road to Glory
- Atari Football

## B
- Backbreaker
- Backyard Football (1999)
- Backyard Football (2002)
- Backyard Football (2007)
- Backyard Football 2004
- Backyard Football 2006
- Backyard Football 2009
- Backyard Football '10
- Backyard Sports: Rookie Rush
- Big Beach Sports
- Bill Walsh College Football
- Bill Walsh College Football 95
- Blitz! Action Football
- Blitz: The League
- Blitz: The League II
- Blood Bowl (1995)
- Blood Bowl (2009)
- Blood Bowl Kerrunch
- Blood Bowl II
- Brutal Football: Brutal Sports Series

## C
- Capcom's MVP Football
- Chaos League
  - Chaos League : Mort subite
- College Football USA 96
- College Football USA 97
- College Football's National Championship
- College Football's National Championship II
- Computer Football Strategy
- Computer Quarterback
- Cyberball

## D
- Disney Sports: American Football

## E
- EA Sports Active NFL Training Camp
- Emmitt Smith Football
- ESPN NFL 2K5
- ESPN Sunday Night NFL
- Eyeshield 21: AmeFoot Yarōze! Ya! Ha!
- Eyeshield 21: DevilBats DevilDays
- Eyeshield 21: Field Saikyō no Senshi Tachi
- Eyeshield 21: Max Devil Power
- Eyeshield 21: Portable Edition

## F
- Field Goal
- Football
- Football Frenzy
- Football Fury
- Football Mogul
- Football Mogul 2003
- Football Mogul 2005
- Football Mogul 2006
- Football Mogul 2007
- Football Mogul 2008
- Football Mogul 2009
- Football Mogul 2010
- Football Mogul 2011
- Football Mogul 2012
- Football Mogul 2013
- Football Mogul 2014
- Football Mogul 15
- Football Mogul 16
- Football Mogul 17
- Football Mogul 18
- Front Page Sports Football
- Front Page Sports Football Pro
- Front Page Sports Football Pro '95
- Front Page Sports Football Pro '96
- Front Page Sports Football Pro '97
- Front Page Sports Football Pro '98

## G
- Gridiron Fight

## H
- High Impact Football

## I
Pas d'entrée.

## J
- Joe Montana Football
- Joe Montana II: Sports Talk Football
- Joe Montana Sportstalk Football '95
- Joe Montana's NFL Football
- John Elway's Quarterback
- John Madden Football '92
- John Madden Football '93
- John Madden Football (1988)
- John Madden Football (1990)
- John Madden Football (1994)
- John Madden Football II

## K
- Kurt Warner's Arena Football Unleashed

## L
- Live Action Football

## M
- Madden Football 64
- Madden NFL '94
- Madden NFL '95
- Madden NFL '96
- Madden NFL '97
- Madden NFL '98
- Madden NFL 99
- Madden NFL 2000
- Madden NFL 2001
- Madden NFL 2002
- Madden NFL 2003
- Madden NFL 2004
- Madden NFL 2005
- Madden NFL 06
- Madden NFL 07
- Madden NFL 08
- Madden NFL 09
- Madden NFL 10
- Madden NFL 11
- Madden NFL 12
- Madden NFL 13
- Madden NFL 25
- Madden NFL 15
- Madden NFL 16
- Madden NFL 17
- Madden NFL 18
- Madden NFL 19
- Maximum-Football
- Mike Ditka Power Football
- Mutant Football League
- Mutant League Football

## N
- NCAA College Football 2K2: Road to the Rose Bowl
- NCAA College Football 2K3
- NCAA Football
- NCAA Football 98
- NCAA Football 99
- NCAA Football 2000
- NCAA Football 2001
- NCAA Football 2002
- NCAA Football 2003
- NCAA Football 2004
- NCAA Football 2005
- NCAA Football 06
- NCAA Football 07
- NCAA Football 08
- NCAA Football 09
- NCAA Football 10
- NCAA Football 11
- NCAA Football 12
- NCAA Football 13
- NCAA Football 14
- NES Play Action Football
- NFL
- NFL 2K
- NFL 98
- NFL Blitz (1997)
- NFL Blitz 2000
- NFL Blitz 2001
- NFL Blitz (2012)
- NFL Blitz Pro
- NFL Blitz Special Edition
- NFL Fever 2002
- NFL Fever 2003
- NFL Fever 2004
- NFL Football (1980)
- NFL Football (1990)
- NFL Football (1992)
- NFL Football (1993)
- NFL Football '94 Starring Joe Montana
- NFL Full Contact
- NFL GameDay
- NFL GameDay '97
- NFL GameDay 98
- NFL GameDay 99
- NFL GameDay 2000
- NFL GameDay 2001
- NFL GameDay 2002
- NFL GameDay 2003
- NFL GameDay 2004
- NFL GameDay 2005
- NFL Head Coach
- NFL Head Coach 09
- NFL Pro League Football
- NFL QB Club 2001
- NFL QB Club 2002
- NFL Quarterback Club 96
- NFL Quarterback Club 97
- NFL Quarterback Club '98
- NFL Quarterback Club '99
- NFL Quarterback Club 2000
- NFL Sports Talk Football '93 Starring Joe Montana
- NFL Street
- NFL Street 2
- NFL Street 3
- NFL Tour
- NFL Xtreme
- NFL Xtreme 2
- NFL's Greatest: San Francisco vs. Dallas 1978-1993

## O
- On-Field Football

## P
- Pigskin 621 A.D.
- Prime Time NFL Football starring Deion Sanders
- Pro Quarterback Football

## Q
- Quarterback Attack with Mike Ditka

## R
- RealSports Football
- Reggie Bush Pro Football 2007
- Reggie Bush Pro Football 2008

## S
- Season Ticket Football 2003
- Sierra Sports NFL Football Pro '99
- Space Football: One on One
- Sports Illustrated: Championship Football and Baseball
- Sterling Sharpe: End 2 End
- Super High Impact
- Super Play Action Football

## T
- Tecmo Bowl
- Tecmo Bowl: Kickoff
- Tecmo Bowl: Throwback
- Tecmo Super Bowl
- Tecmo Super Bowl II: Special Edition
- Tecmo Super Bowl III: Final Edition
- TouchDown Fever
- TouchDown Fever II
- Troy Aikman NFL Football

## U
- Unnecessary Roughness '95

## V
Pas d'entrée.

## W
Pas d'entrée.

## X
- XS Junior League Football

## Y
Pas d'entrée.

## Z
Pas d'entrée.